# آریل زاراته
آریل زاراته (انگلیسی: Ariel Zárate؛ زادهٔ ۱۳ ژوئیهٔ ۱۹۷۳) بازیکن فوتبال اهل آرژانتین است.
از باشگاه‌هایی که در آن بازی کرده‌است می‌توان به باشگاه فوتبال دپورتیوو مورون، باشگاه فوتبال کادیس، باشگاه فوتبال خرز، باشگاه فوتبال مالاگا، باشگاه فوتبال ولز سارسفیلد، و باشگاه فوتبال الچه اشاره کرد.